# ジョン・ホルツコム
ジョン・スティーブン・ホルツコム（John Stephen Holdzkom, 1987年10月19日 - ）は、アメリカ合衆国カリフォルニア州パサデナ出身のプロ野球選手（投手）。現在は、フリーエージェント（FA）。
兄のリンカーン・ホルツコムもプロ野球選手（投手）だったが、2015年12月に自動車事故で死亡している。

## 経歴

### プロ入りとメッツ傘下時代
2005年のMLBドラフト15巡目（全体443位）でシアトル・マリナーズから指名されたが、入団しなかった。
2006年のMLBドラフト4巡目（全体124位）でニューヨーク・メッツから指名され、契約金21万ドルで入団した。
2008年にルーキー級キングスポート・メッツで3勝、A級サバンナ・サンドナッツで2勝を挙げた。
2009年はトミー・ジョン手術を受けたため全休している。
2010年はルーキー級キングスポートとルーキー級GCLメッツで計6試合に登板したが、0勝0敗、防御率9.00に終わった。
2011年3月24日に自由契約となった。

### レッズ傘下時代
2012年1月5日にシンシナティ・レッズとマイナー契約を結んだ。シーズン開幕はA+級ベイカーズフィールド・ブレイズで迎えたが、6試合に登板して0勝1敗に終わり、6月21日にレッズを自由契約となった。この年は父がニュージーランド出身であるため、台湾で開催された第3回WBC予選のニュージーランド代表に兄のリンカーンと共に選出された。オフはオーストラリアン・ベースボールリーグ（ABL）に参加した。

### 独立リーグ時代
2013年は、4月にアメリカン・アソシエーションのアマリロ・ソックスと契約。8月にスーシティ・エクスプローラーズに移籍。2球団合計で42試合に登板し、3勝4敗2セーブの成績を残した。オフはABLに参加した。
2014年は5月にユナイテッドリーグ・ベースボールのサンアンジェロ・コルツに入団。1試合に登板した後、前年も在籍したアマリロ・ソックスと契約。9試合（7回2/3）に登板して失点1という好成績を残した。

### パイレーツ時代
2014年6月24日にピッツバーグ・パイレーツとマイナー契約を結び、AA級アルトゥーナ・カーブに配属。4試合（6回）を無失点に抑え、7月5日にAAA級インディアナポリス・インディアンスに昇格。ここでも18試合（21回2/3）を2勝0敗2セーブ、防御率2.49という好成績で、9月1日にセプテンバーコールアップでメジャー契約を結んだ。9月2日のセントルイス・カージナルス戦でメジャー初登板を飾り、8回から3番手として1回を三者連続三振で無失点に抑えるという上々のメジャーデビューを飾った。最終的には9試合に登板し、1勝0敗1セーブ・防御率2.00・9.0イニングで14奪三振という好成績を残した。
2015年は、A-級ウェストバージニア・ブラックベアーズとAAA級インディアナポリス・インディアンスの2球団合計で23試合に登板して、2勝0敗2セーブ、防御率2.96・奪三振率11.1という安定した成績を記録したが、メジャー昇格の機会はなかった。
2016年4月3日にDFAとなり、11日に自由契約となった。

### ホワイトソックス傘下時代
2016年4月19日にシカゴ・ホワイトソックスとマイナー契約を結んだ。この年はルーキー級で1試合登板したのみで、オフの11月7日にFAとなった。

### ホワイトソックス退団後
2017年はいずれの球団にも所属せず、2018年も秋まではいずれの球団にも所属しなかったが、オフはABLに参加した。

## 詳細情報

### 背番号
- 43 (2014年)

### 代表歴
- 2013 ワールド・ベースボール・クラシック・ニュージーランド代表